# Iván Colás Costa
Iván Francisco Colás Costa (Caimanera, 13 de enero de 1946-Provincia de Guantánamo; 31 de agosto de 2021) fue un actor de televisión, radio y cine cubano.

## Biografía
Nació el 13 de enero de 1946 en Caimanera, Cuba.
En 2019, el actor había recibido el Premio ACTUAR por la Obra de la Vida.

### Fallecimiento
Iván Colás Costa murió el 31 de agosto de 2021 en la provincia de Guantánamo, donde residía. Padeció COVID-19 y su deceso sobrevino a causa de complicaciones cardíacas que terminaron en un paro respiratorio. Tenía setenta y cinco años.